# Harald der Wiking
Harald der Viking (1881) è un'opera lirica composta da Andreas Hallén.

## Prima
L'opera fu rappresentata per la prima volta a Lipsia nel 1881, il compositore stesso diede precise istruzioni al coro e si occupò di ingaggiare i cantanti per le parti principali: frau Sachse-Hofmeier fu la prima Siegrun e Herr Lederer il primo Harald.
La prima rappresentazione fu prodotta da Angelo Neumann sotto la direzione di Artur Nikisch. Anche l'avvocato tedesco Hans Herring ebbe una parte importante nella genesi dell'opera in quanto collaborò con Hallén alla creazione della stessa.

## Trama
L'azione si svolge in Danimarca, al tempo dei vichinghi. La regina Bera sta festeggiando con un banchetto l'arrivo della primavera nel suo castello in Selandia. La regina ha invitato anche il re vichingo norvegese Harald ed i suoi uomini i quali arrivano all'inizio dell'opera. Harald e la figlia di Bera, Siegrun, si innamorano. Erik, fratello di Siegrun, li scopre e sfida a duello Harald, che lo uccide. Harald e i suoi vichinghi fuggono dal castello per tornare alle loro navi. Prima di andare, Harald chiede a Siegrun di venire via con lui, lei, dopo aver esitato alcune ore, parte e raggiunge il vichingo. La regina, furiosa, cerca prima di instillare nella figlia odio per Harald, poi, quando scopre che lei lo ha raggiunto, invia i suoi soldati ad inseguire i due. A questo punto l'opera raggiunge il suo punto più alto nel duetto d'amore tra Harald e Siegrun, brana che riunisce in sé tutti i temi portanti dell'opera. In seguito Harald, raggiunto dai soldati, perirà e l'opera si chiude con la scena del suo funerale.

## Fonti
La vicenda è chiaramente ispirata dal dramma "Hagberth og Signe" del poeta danese Adan Oelenschaegers del 1815, un adattamento di un'antica storia nordica. L'opera di Hallén aveva in origine lo stesso nome della pièce di Oelenschaegers ma il titolo era già stato utilizzato dal compositore ungherese Oedoen Michailovic quindi Hallén e Herring cambiarono il nome all'opera ed ai personaggi principali.